# Edição anotada
Edição anotada é uma obra literária onde comentários marginais têm sido adicionados para explicar, interpretar ou iluminar palavras, frases, temas ou outros elementos do texto. A edição anotada é frequentemente algo perseguido por estudiosos históricos ou literários, como um paralelo secular às anotações de exegese da Bíblia.
Notavelmente, alguns editores providenciam edições anotadas que são bem recebidas, tais como as edições Norton Critical Editions ou edições Folger Shakespeare Library.
Algumas anotações são breves, exigindo apenas uma ou algumas frases. Outras são demoradas, continuando por uma ou mais páginas. Normalmente, o texto ocupa o centro da página e as anotações, digitadas numericamente às palavras e frases às quais elas são associadas, passam pelo lado esquerdo da página esquerda e pelo lado direito da página direita. No entanto, às vezes as anotações aparecem na parte inferior das duas páginas, como em The New Schofield Reference Bible e The Riverside Shakespeare.